# Мікрохірус
Мікрохірус (Microchirus) — рід риб родини Язикових (Soleidae), поширений у Атлантичному океані та його морях. У Чорному морі зустрічається один вид — Солія короткопера (Microchirus variegatus).

## Види
Містить сім валідних видів:
- Microchirus azevia (Brito Capello, 1867)
- Microchirus boscanion (Chabanaud, 1926)
- Microchirus frechkopi Chabanaud, 1952
- Microchirus ocellatus (Linnaeus, 1758)
- Microchirus theophila (A. Risso, 1810)
- Microchirus variegatus (Donovan, 1808) — Солія короткопера
- Microchirus wittei Chabanaud, 1950